# Formazione di Giove
Le modalità che hanno condotto alla formazione di Giove ricalcano grossomodo le medesime modalità attraverso cui si originano i pianeti gassosi secondo il modello della nebulosa solare.

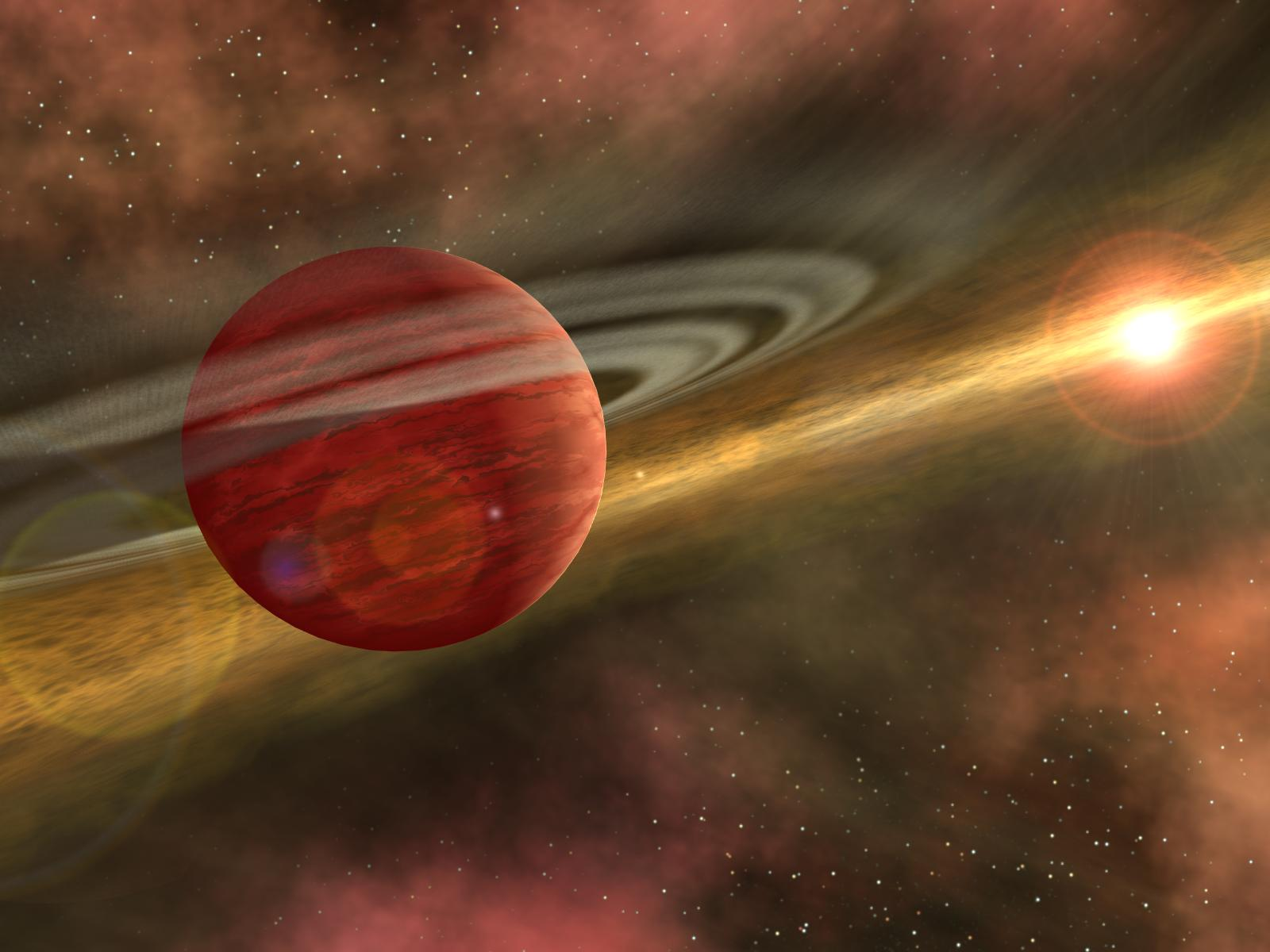
Rappresentazione artistica di un gigante gassoso in formazione; è possibile che Giove, durante le prime fasi della sua vita, abbia assunto un simile aspetto.

Dopo la formazione del Sole, iniziata circa 4,6 miliardi di anni fa, il materiale residuato dal processo, ricco in metalli, si è disposto in un disco circumstellare da cui hanno avuto origine dapprima i planetesimi, quindi, per aggregazione di questi ultimi, i protopianeti.
Giove si è originato dalla coalescenza dei planetesimi posti al di là di quella che i planetologi definiscono frost line, una linea oltre la quale si addensano i materiali volatili, a basso punto di fusione. La fusione di numerosi planetesimi ghiacciati diede origine, appena oltrepassata la frost line, ad un grande embrione planetario, che, secondo uno studio pubblicato nel novembre 2008, possedeva una massa di circa 10–18 masse terrestri (M⊕). In seguito, l'embrione iniziò ad accrescere la propria massa a ritmo serrato sottraendo idrogeno ed elio dall'involucro gassoso residuato dalla formazione del Sole e raggiungendo, in breve tempo, la sua massa attuale (318 M⊕).
Il processo di accrescimento del pianeta è stato mediato dalla formazione di un disco circumplanetario; terminato tale il processo per l'esaurimento dei materiali volatili, ormai andati a costituire l'atmosfera del pianeta, i materiali residui, in prevalenza rocciosi, sono andati a costituire il sistema di satelliti che circonda il pianeta, che successivamente si è infoltito in seguito alla cattura, da parte della grande forza di gravità di Giove, di numerosi corpi minori.

## Origini

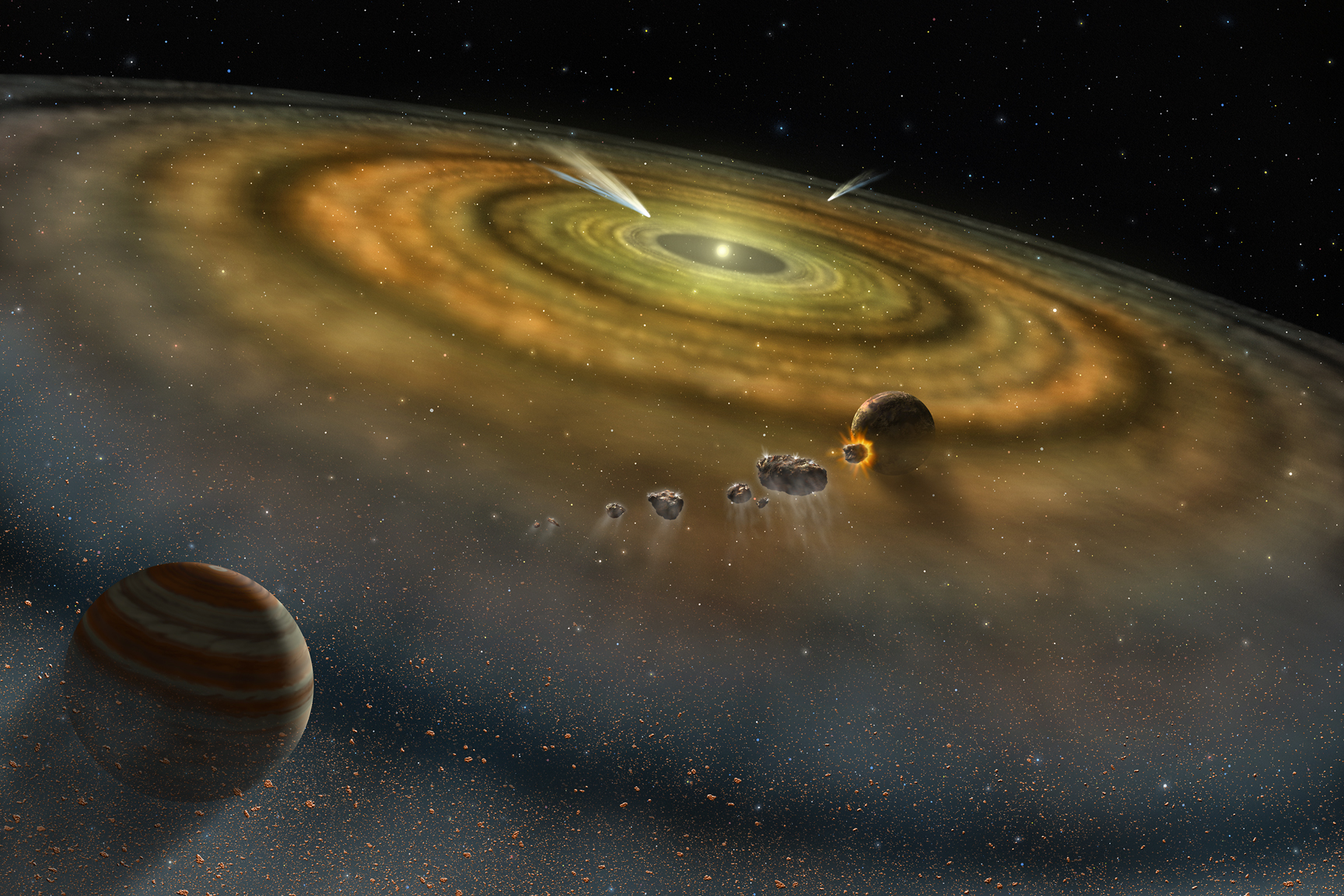
Rappresentazione artistica del disco di gas e polveri che circonda un sistema planetario in formazione.

Il Sole e il sistema solare si sono originati a partire dal collasso di un'estesa nube molecolare del Braccio di Orione a causa dell'esplosione nelle sue vicinanze, circa 4,7 miliardi di anni fa, di una o più supernovae. È accertato che, circa 4,57 miliardi di anni fa, il rapido collasso della nube portò alla formazione di una generazione di giovanissime stelle T Tauri, tra le quali anche il Sole, che, subito dopo la sua formazione, assunse un'orbita quasi circolare attorno al centro della Via Lattea, ad una distanza media di circa 26 000 a.l. Le inclusioni ricche di calcio e alluminio, residuate dalla formazione stellare, formarono poi un disco protoplanetario attorno alla stella nascente.
All'interno del disco circumstellare ebbe inizio il processo di formazione planetaria; il modello correntemente accettato dalla comunità scientifica, quello della nebulosa solare, prevede che i pianeti si siano formati a partire dalla coalescenza delle polveri originarie che orbitavano attorno alla stella nascente. Tramite contatto diretto, le particelle di polvere iniziarono ad ingrandirsi raggiungendo dimensioni dell'ordine del chilometro; questi grossi frammenti rocciosi collisero tra di loro a formare corpi più grandi, i planetesimi. Le continue collisioni e fusioni dei planetesimi portavano alla formazione di corpi di dimensioni sempre maggiori, sino ai primi protopianeti, che si formarono nell'arco di alcuni milioni di anni.
Nel sistema solare interno, date le elevate temperature, si concentrarono i planetesimi costituiti da elementi e composti ad alto punto di fusione, in particolare metalli (come ferro, nichel ed alluminio) e silicati rocciosi; da questi planetesimi ebbero origine i pianeti terrestri.
Nelle regioni esterne del sistema solare, al di là della cosiddetta frost line (chiamata anche limite delle nevi, una regione posta a circa 5 unità astronomiche –UA– dal Sole), le temperature più basse favorirono l'accumularsi di planetesimi costituiti da sostanze a basso punto di fusione (come l'acqua); questi planetesimi ghiacciati fornirono la base per la formazione dei giganti gassosi. La quantità di planetesimi ghiacciati era di gran lunga superiore a quella dei planetesimi rocciosi, il che permise ai protopianeti gassosi di raggiungere una massa sufficiente per innescare il processo di accrescimento ed accumulare le ingenti quantità di idrogeno ed elio, presenti in abbondanza in queste regioni del sistema, che andarono a costituire le loro vaste atmosfere.

## Condensazione dai planetesimi ed accrescimento del proto-Giove
La formazione di Giove ha avuto inizio a partire dalla coalescenza di planetesimi di natura ghiacciata poco al di là della frost line; dunque, durante le prime fasi della sua formazione il pianeta consisteva soprattutto di materiale solido, con una certa quantità di gas, che venivano prelevati dall'involucro di idrogeno ed elio, residuati dalla formazione del Sole, confinato dalla radiazione e dal vento della stella in queste regioni del sistema planetario. La formazione di Giove è quindi una combinazione tra l'accrescimento dei planetesimi e l'accumulo di gas dalla nebulosa solare: difatti, l'accrescimento dei gas attorno all'embrione planetario è stato mediato dalla formazione di una struttura discoidale, il disco circumplanetario o protolunare, considerabile una sorta di disco protoplanetario in miniatura.
L'accrescimento dei planetesimi, che inizialmente avveniva ad un tasso più intenso rispetto a quello dei gas, è proseguito sino a quando il numero di corpi rocciosi all'interno della fascia orbitale in cui ha avuto luogo la formazione del pianeta non ha subito un notevole decremento; ha avuto origine in questo modo un grande embrione planetario con una massa che, secondo le simulazioni computerizzate, ammontava a circa 10–18 masse terrestri (M⊕). A questo punto il tasso di accrescimento dei planetesimi e quello dei gas hanno inizialmente raggiunto valori simili, quindi quest'ultimo ha iniziato a predominare sul primo, favorito dalla rapida contrazione dell'involucro gassoso in accrescimento e dalla rapida espansione del confine esterno del sistema, dipendente dalla massa totale raggiunta dal pianeta. Il proto-Giove crebbe a ritmo serrato sottraendo idrogeno dalla nebulosa solare e raggiunse in meno di mille anni le 150 M⊕, quindi, in altrettanto tempo, le definitive 318 M⊕.
Secondo gli astrofisici non è un caso il fatto che Giove giaccia appena al di là della frost line: infatti, poiché in questo distretto del sistema solare si accumularono grandi quantità di acqua per via della sublimazione del materiale ghiacciato che precipitava verso le regioni interne del sistema solare in formazione, si venne a creare una regione di bassa pressione che incrementò la velocità delle particelle orbitanti frenando il loro moto di caduta verso il Sole. In effetti, la frost line ha agito da barriera, provocando un rapido accumulo di materia a ~5 UA dal Sole.
La formazione del disco circumplanetario ha segnato la fase di transizione tra lo stadio di accrescimento indiscriminato dalla nebulosa solare e l'isolamento del pianeta dal disco protoplanetario, che ha segnato la cessazione del processo di accrescimento del pianeta. La fase di isolamento ha avuto inizio quando Giove ha consumato la maggior parte dei gas della sua regione orbitale iniziando a "scavare" una lacuna nel denso mezzo interplanetario che costituiva il disco protoplanetario.

## Origine dei satelliti naturali

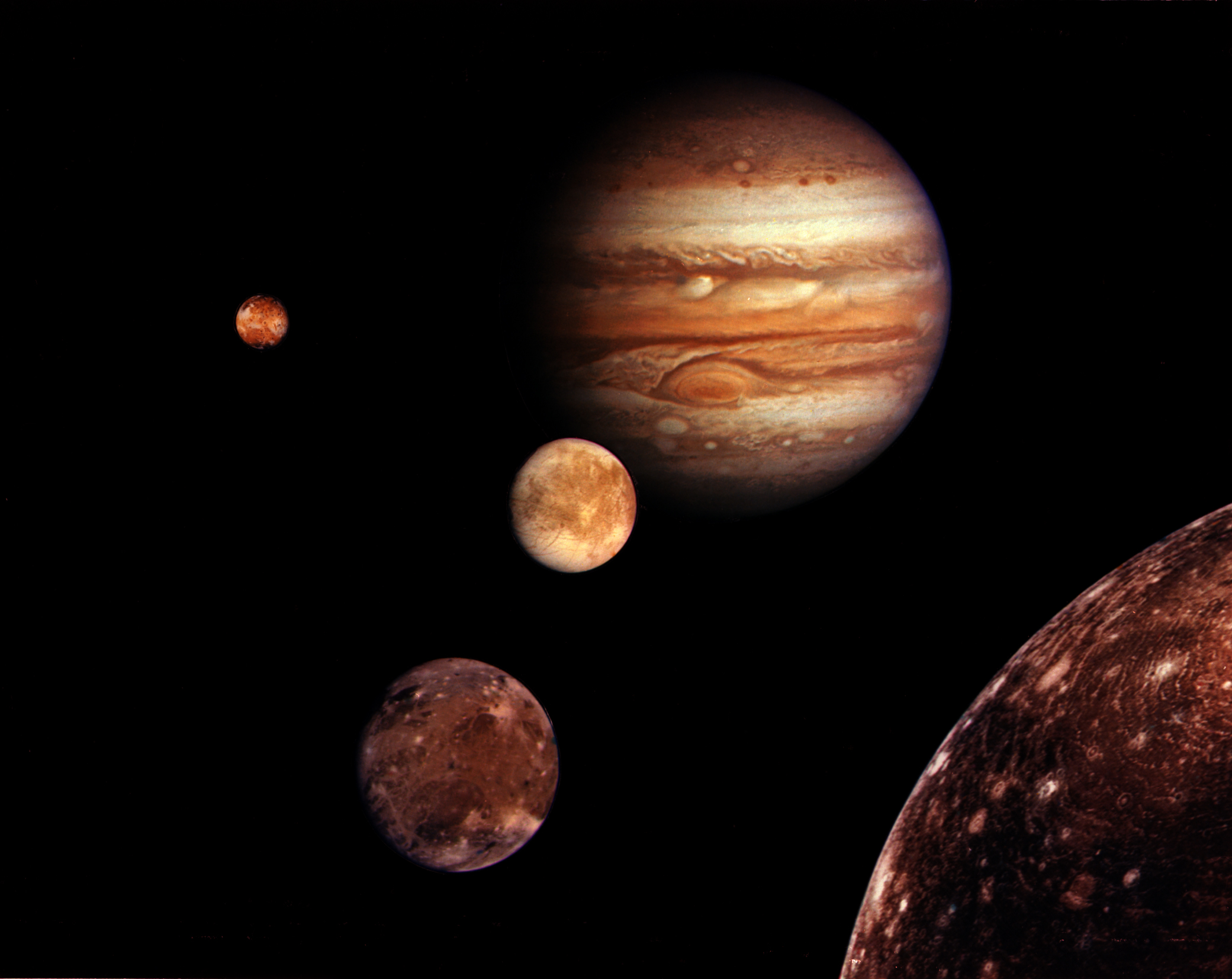
Fotomontaggio di Giove con i satelliti medicei.

I satelliti regolari costituirebbero i resti di un'antica popolazione di satelliti di massa simile agli attuali satelliti medicei che si sarebbero formati a partire dalla coalescenza delle polveri del circumplanetario.
Le simulazioni sembrano indicare che il disco circumplanetario, nonostante all'inizio avesse una massa relativamente bassa, abbia vincolato e rielaborato con l'avanzare del tempo una sostanziale frazione della massa che il nascente Giove acquisiva dai resti della nebulosa solare. Tuttavia, stando alle masse dei satelliti regolari, la massa del disco sarebbe dovuta essere pari ad appena il 2% della massa del pianeta, un valore molto basso; pertanto, si ritiene che possano essere esistite, nella storia primordiale del pianeta, diverse generazioni di satelliti (si presume almeno quattro oltre la presente) di massa paragonabile a quella dei medicei, ciascuna delle quali sarebbe poi precipitata verso il pianeta a causa delle interazioni con la cintura circumplanetaria, mentre i nuovi satelliti si formavano a partire dalle nuove polveri catturate dal pianeta in formazione. Nel corso di questo turn-over satellitare, la mole delle polveri che costituivano il disco si sarebbe enormemente ridotta, tanto che l'attuale quantitativo di polveri vincolato nel sistema di Giove non arriva a svolgere una paragonabile azione interferenziale nei confronti delle orbite dei satelliti che costituiscono l'attuale generazione (presumibilmente la quinta). L'odierna generazione di satelliti si sarebbe formata ad una distanza maggiore di quella attuale e sarebbe lentamente scivolata nella posizione attuale a causa della perdita del momento angolare dovuta all'attrito col disco in fase di assottigliamento, da cui avrebbero acquisito ulteriore materiale. La discesa verso le attuali orbite si sarebbe arrestata allo stabilirsi della risonanza orbitale che attualmente vincola Io, Europa e Ganimede; la maggiore massa di quest'ultimo rende ragionevole l'ipotesi che il satellite sia migrato con una velocità superiore rispetto ad Io ed Europa.
I satelliti più esterni, gli irregolari, si sarebbero formati dalla cattura di asteroidi di passaggio mentre il disco circumplanetario era ancora abbastanza massiccio da assorbire buona parte della loro quantità di moto e catturarli in orbita al suo interno. Buona parte di questi corpi si sono frantumati a seguito di stress mareali durante la cattura o a causa di collisioni con altri oggetti più piccoli, producendo le famiglie satellitari oggi visibili.

## Migrazione nell'attuale orbita e cattura dei troiani

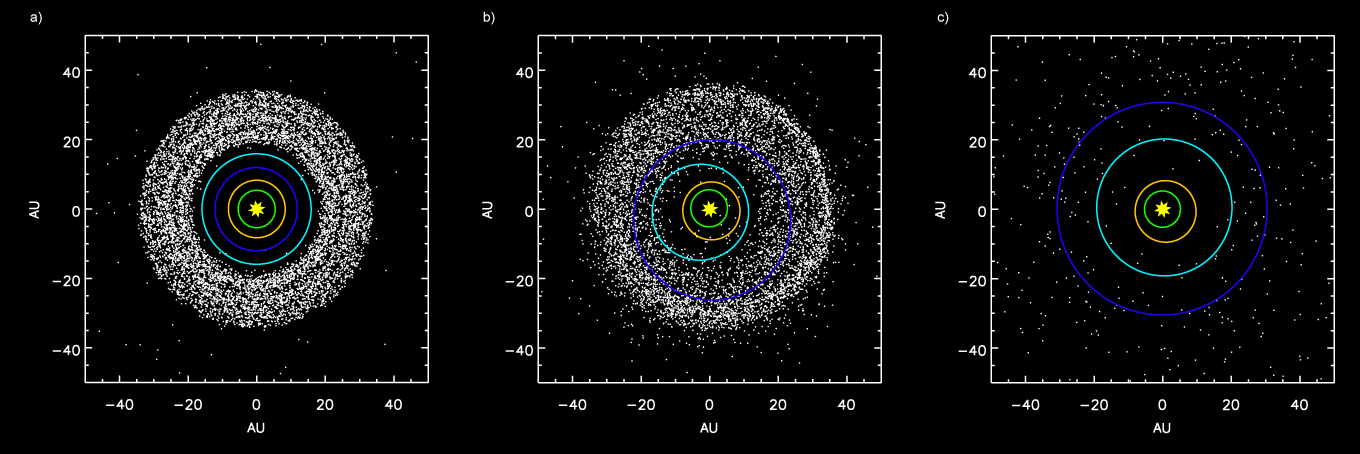
Una simulazione che mostra i fenomeni di migrazione planetaria che hanno riguardato i pianeti esterni e la Fascia di Kuiper nelle prime fasi della storia del sistema solare: a) Prima della risonanza Giove/Saturno 2:1 b) Spostamento degli oggetti della Cintura di Kuiper nel sistema solare dopo lo slittamento dell'orbita di Nettuno c) Dopo l'espulsione dei corpi della Fascia di Kuiper ad opera di Giove.

Le simulazioni computerizzate, condotte per comprendere i meccanismi che hanno portato alla loro peculiare orbita i cosiddetti pianeti gioviani caldi, hanno mostrato che anche Giove ha subito un processo di migrazione planetaria poco dopo la sua formazione. Il pianeta si sarebbe formato a circa 5,65 UA da Sole e nei 100.000 anni successivi, in seguito alla perdita di momento angolare causata dall'attrito con le polveri residue del disco protoplanetario, sarebbe man mano scivolato più internamente di circa 0,45 UA (70 milioni di chilometri), stabilizzandosi nell'attuale orbita ed entrando in risonanza 1:2 con Saturno.
La principale prova di questo fenomeno è fornita da un gruppo di circa 700 asteroidi appartenenti alla famiglia Hilda, che sono in risonanza 3:2 con Giove e possiedono, per la stragrande maggioranza, delle orbite altamente ellittiche ed eccentriche attorno al Sole. Le simulazioni indicano che il gigante gassoso, durante la sua migrazione, abbia perturbato in maniera molto estesa l'orbita circolare degli asteroidi proto-Hilda, eiettandone alcuni fuori dal sistema solare e vincolando i rimanenti nelle attuali orbite eccentriche.
Un altro evento quasi sicuramente correlato alla migrazione di Giove è la cattura degli asteroidi troiani. Infatti, la migrazione dei pianeti giganti ha avuto come effetto una destabilizzazione della fascia di Kuiper, che, secondo il modello di Nizza, doveva allora trovarsi in una posizione più interna (come si può evincere dall'immagine al lato), scagliando nel sistema solare interno milioni di corpi minori; inoltre, la loro influenza gravitazionale combinata ha velocemente disturbato qualunque preesistente sistema di asteroidi orbitanti nei punti di Lagrange L4 ed L5. Secondo questa teoria, dunque, l'attuale popolazione di troiani si sarebbe originata a partire dagli oggetti della fascia di Kuiper in fuga mentre Giove e Saturno entravano nella loro attuale risonanza orbitale.

### Titoli generali
- (EN) Albrecht Unsöld, The New Cosmos, New York, Springer-Verlag, 1969.
- H. L. Shipman, L'Universo inquieto. Guida all'osservazione a occhio nudo e con il telescopio. Introduzione all'astronomia, Bologna, Zanichelli, 1984, ISBN 88-08-03170-5.
- (EN) Stephen Hawking, A Brief History of Time, Bantam Books, 1988, ISBN 0-553-17521-1.
- H. Reeves, L'evoluzione cosmica, Milano, Rizzoli–BUR, 2000, ISBN 88-17-25907-1.
- AA.VV, L'Universo - Grande enciclopedia dell'astronomia, Novara, De Agostini, 2002.
- J. Gribbin, Enciclopedia di astronomia e cosmologia, Milano, Garzanti, 2005, ISBN 88-11-50517-8.
- W. Owen, et al, Atlante illustrato dell'Universo, Milano, Il Viaggiatore, 2006, ISBN 88-365-3679-4.
- M. Rees, Universo. Dal big bang alla nascita dei pianeti. Dal sistema solare alle galassie più remote, Milano, Mondadori Electa, 2006,  p. 512.

### Titoli specifici

#### Sul sistema solare
- M. Hack, Alla scoperta del sistema solare, Milano, Mondadori Electa, 2003,  p. 264.
- F. Biafore, In viaggio nel sistema solare. Un percorso nello spazio e nel tempo alla luce delle ultime scoperte, Gruppo B, 2008,  p. 146.
- (EN) Vari, Encyclopedia of the Solar System, Gruppo B, 2006,  p. 412, ISBN 0-12-088589-1.

#### Sul pianeta
- (EN) Bertrand M. Peek, The Planet Jupiter: The Observer's Handbook, Londra, Faber and Faber Limited, 1981, ISBN 0-571-18026-4, , OCLC 8318939.
- (EN) Eric Burgess, By Jupiter: Odysseys to a Giant, New York, Columbia University Press, 1982, ISBN 0-231-05176-X.
- (EN) John H. Rogers, The Giant Planet Jupiter, Cambridge, Cambridge University Press, 1995, ISBN 0-521-41008-8, , OCLC 219591510.
- (EN) Reta Beebe, Jupiter: The Giant Planet, 2ª ed., Washington, Smithsonian Institute Press, 1996, ISBN 1-56098-685-9.
- (EN) AA.VV., The New Solar System, a cura di Kelly J. Beatty; Carolyn Collins Peterson; Andrew Chaiki, 4ª ed., Massachusetts, Sky Publishing Corporation, 1999, ISBN 0-933346-86-7, , OCLC 39464951.
- (EN) D. C. Jewitt; S. Sheppard ; C. Porco, F. Bagenal; T. Dowling; W. McKinnon, Jupiter: The Planet, Satellites and Magnetosphere, Cambridge, Cambridge University Press, 2004, ISBN 0-521-81808-7.
- (EN) Linda T. Elkins-Tanton, Jupiter and Saturn, New York, Chelsea House, 2006, ISBN 0-8160-5196-8.